# Rhododendron (település)
Rhododendron (korábban Rowe) az Amerikai Egyesült Államok Oregon államának Clackamas megyéjében, a U.S. Road 26 mentén elhelyezkedő statisztikai település, Mount Hood Village része. A 2020. évi népszámláláskor 262 lakosa volt.

## Története
Névadója Henry S. Rowe, Portland polgármestere. A posta 1909-ben nyílt meg. 1917-ben felvette a Zig Zag, majd a Zigzag nevet. 1920-ban a környéken megtalálható havasszépe miatt Rhododendronra nevezték át.
Eredetileg nyári szállás, majd sípálya is volt itt.

## Fordítás
- Ez a szócikk részben vagy egészben  a   Rhododendron, Oregon című angol Wikipédia-szócikk ezen változatának fordításán alapul.  Az eredeti cikk szerkesztőit annak laptörténete sorolja fel. Ez a jelzés csupán a megfogalmazás eredetét és a szerzői jogokat jelzi, nem szolgál a cikkben szereplő információk forrásmegjelöléseként.